# Анновка (Воронежская область)
Анновка — село в Бобровском районе Воронежской области России.
Административный центр Анновского сельского поселения.

## Население
| 1859 | 1897  | 2000 | 2005 | 2010 |
| ---- | ----- | ---- | ---- | ---- |
| 1166 | ↗1634 | ↘692 | ↘648 | ↘543 |

## География

### Улицы
- ул. Анохина,
- ул. Попкова,
- ул. Садовая,
- ул. Советская.